# Noroeste (província da África do Sul)
Noroeste é uma província da África do Sul, localizada na parte noroeste do país. A sua capital é Maiquengue, antigal capital do protectorado britânico da Bechuanalândia. Faz fronteira a norte com o Botsuana (distritos de Kgalagadi, Sul, Sudeste e Kgatleng), a nordeste com a província de Limpopo, a este com a província de Gautengue, a sul com a província do Estado Livre, e a oeste com a província do Cabo Setentrional.

## História
A Província do Noroeste foi criada após o final do apartheid em 1994, e inclui partes das antigas províncias do Transvaal e do Cabo, bem como a maior parte do antigo bantustão do Boputatsuana.